# Quellenhof (Aachen)

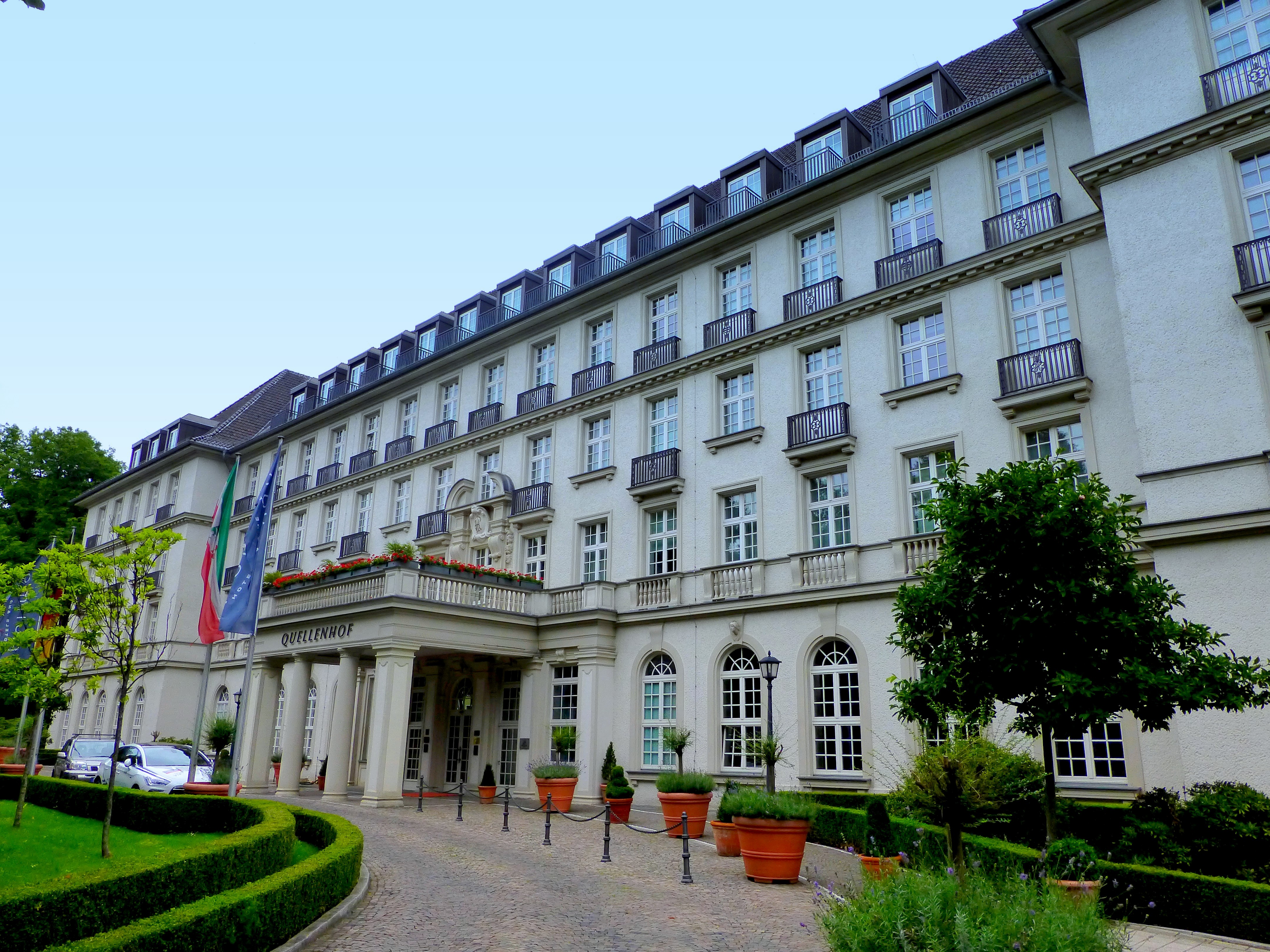
Hauptfassade Monheimsallee

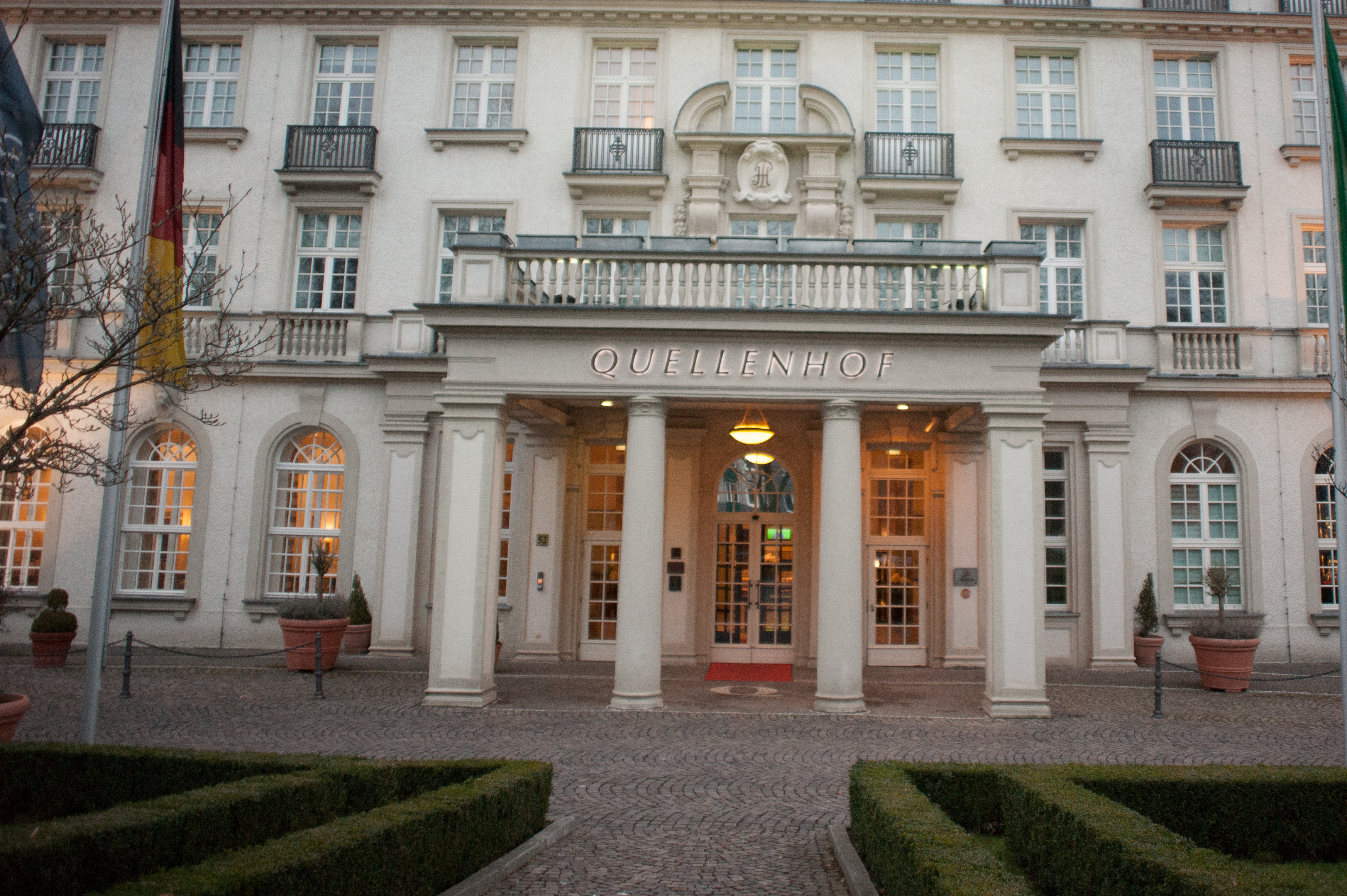
Eingang Monheimsallee

Der Quellenhof in Aachen gehörte in der ersten Hälfte des 20. Jahrhunderts zu den renommiertesten Kurhotels Deutschlands. Nach einer Restaurierung in den Jahren 1997–1999 ist das ehemalige Grandhotel nach einer Phase des durch den Zweiten Weltkrieg bedingten Niedergangs im 21. Jahrhundert erneut ein Hotel der gehobenen Klasse mit veränderter Konzeption und Zielgruppe.

## Geschichte

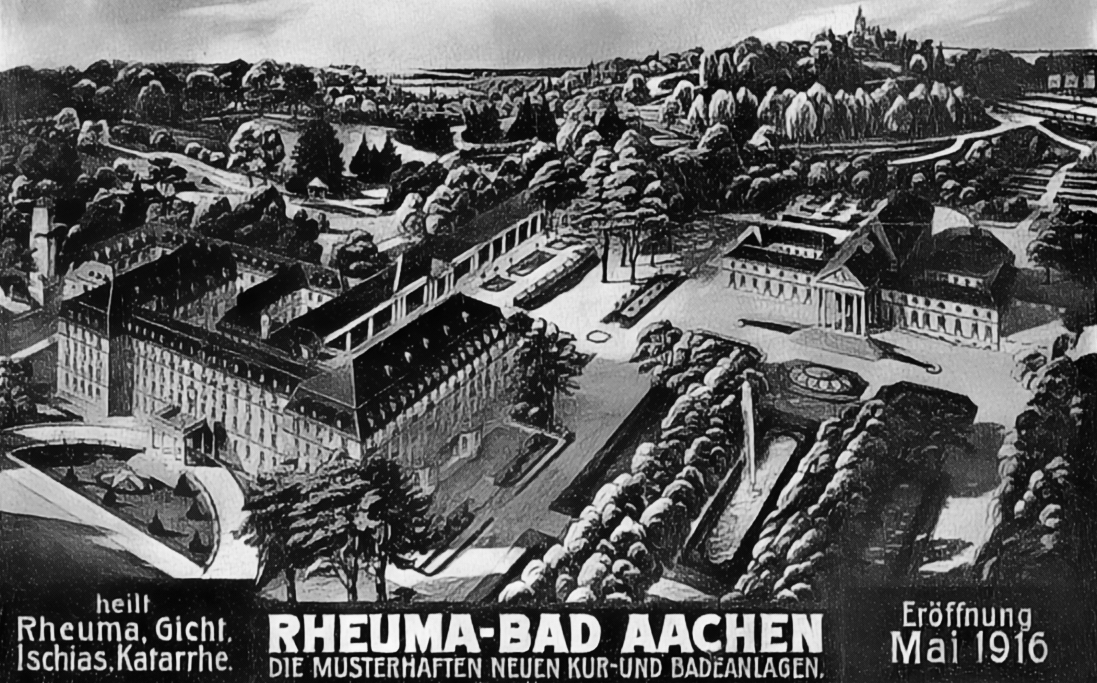
Reklamekarte zur Eröffnung des Quellenhofs 1916

Um das Kur- und Badeleben in Aachen Anfang des 20. Jahrhunderts neu zu beleben, wurde im April 1913 die Anlage eines neuen Kurzentrums mit einem Kurhotel, Kurmittelhaus, Wandelhalle und einem Neuen Kurhaus sowie den weitläufigen Kurpark Aachen an der Monheimsallee beschlossen. Anfang 1914 wurde zunächst das dort befindliche Maria-Hilf-Spital abgebrochen. Nach drei Jahren Bauzeit – sie verzögerte sich durch den Ausbruch des Ersten Weltkriegs – wurde der von den Münchner Architekten Karl Stöhr und Theodor Fischer im neoklassizistischen Stil konzipierte Komplex, der Kurhotel und Kurmittelhaus vereinigte, am 8. Juni 1916 in Anwesenheit des preußischen Landwirtschaftsministers Clemens Freiherr von Schorlemer-Lieser eröffnet.

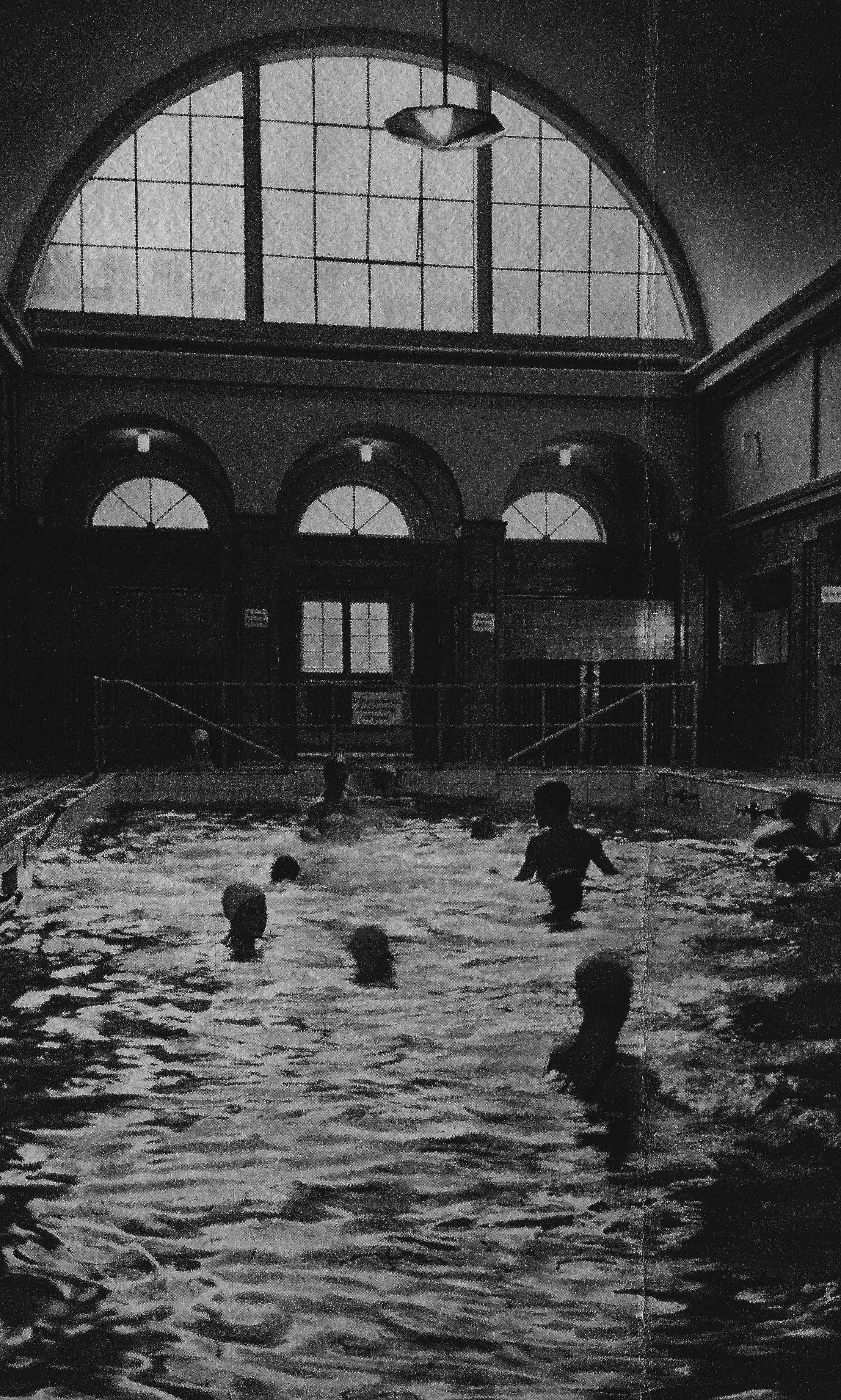
Das 1936 neu eröffnete Thermalschwimmbad im Quellenhof

Das Hotel verfügte ursprünglich über 250 Gastzimmer, von denen 16 Baderäume mit eigenem Thermalwasseranschluss versehen waren. Das Thermalwasser wurde aus der 600 m entfernten Rosenquelle über eine Leitung zu den Kureinrichtungen geführt. Der Kurbetrieb lief nach dem Ersten Weltkrieg während der bis 1929 dauernden belgischen Besatzungszeit auch aufgrund politischer Unruhen nur zögerlich an. Durch die Gründung der städtischen Kur- und Badegesellschaft m.b.H. im Jahr 1933 wurde der Kurbetrieb in den 1930er Jahren kurzfristig intensiv wieder belebt. Am 4. August 1936 wurde das damals europaweit größte Hallen-Thermal-Schwimmbad im Quellenhof eröffnet.
Besonders in den letzten Kriegstagen des Zweiten Weltkrieges war der Quellenhof stark umkämpft und entsprechend zerstört. Im Hotel befand sich zeitweilig ab dem 2. Oktober 1944 bis zur Kapitulation am 21. Oktober 1944 der Gefechtsstand des letzten Kampfkommandanten.
Am 18. Juni 1949 wurde das Thermalschwimmbad im Quellenhof wieder eröffnet. Kurz darauf, am 20. August 1949, konnte im Hotel der Übernachtungsbetrieb – mit zunächst nur wenigen Zimmern – wieder aufgenommen werden. Doch angesichts der nicht mehr oder nur noch notdürftig wiederaufgebauten innerstädtischen Thermalbäder fand er zu wenig Gäste für eine Revitalisierung des Kurbetriebs. 1958 wurde im Quellenhof eine „Abteilung für biologische Heilweise zur Durchführung von Kneipp-Kuren“ eröffnet.
Nach und nach sind die historischen Thermalbäder in Aachen geschlossen worden, zunächst 1973 das Thermalbad Zur Königin von Ungarn, 1984 das Kaiserbad und schließlich 1996 das Römerbad. Das nochmals in den Jahren 1983 bis 1984 renovierte Thermal-Bewegungsbad im Quellenhof wurde am 30. Dezember 2000 geschlossen.

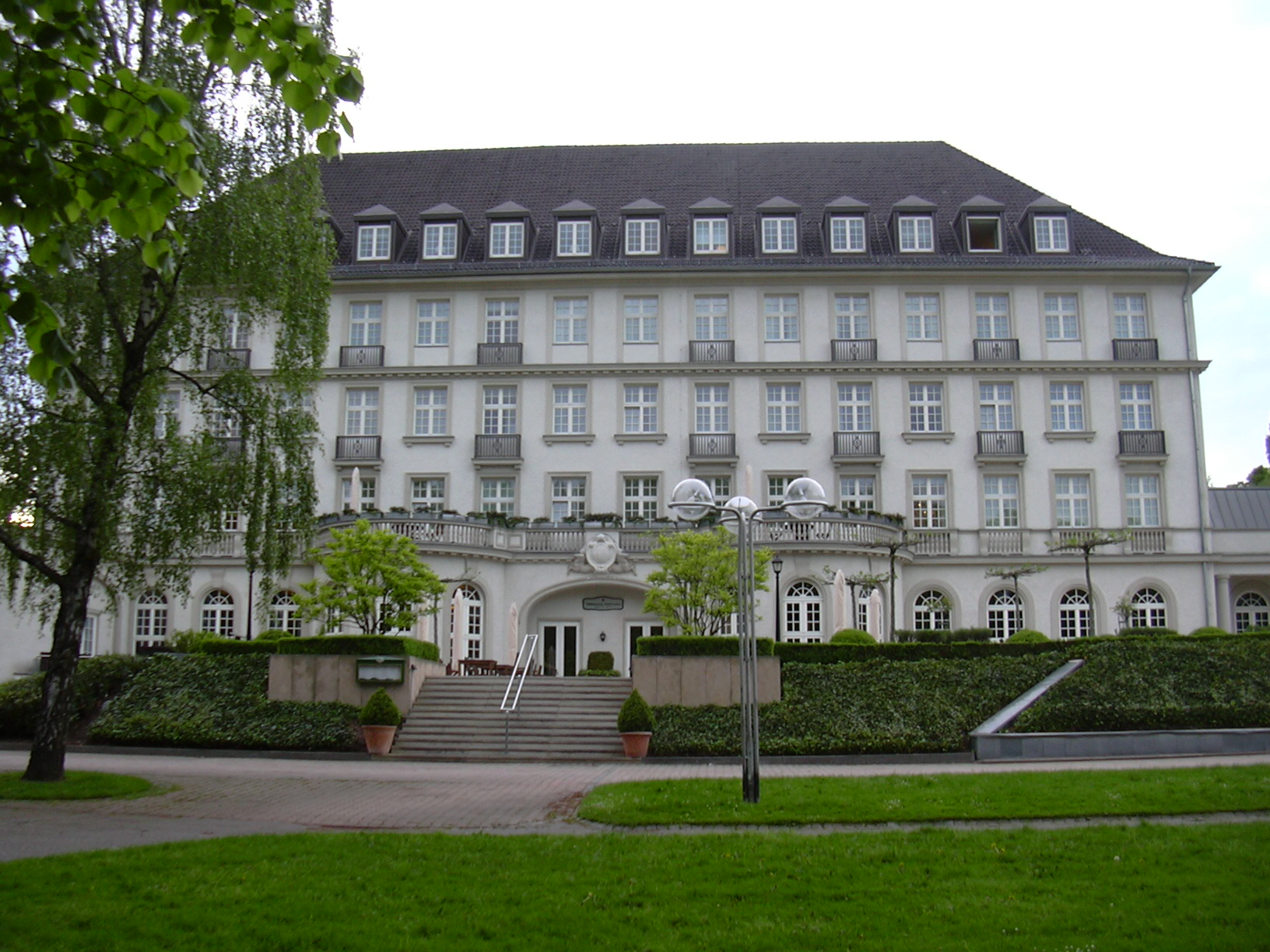
Seitenfassade (Kurpark)

Stattdessen zeichnete sich im Zuge des Ausbaus der Stadt Aachen als Kongressstadt mit dem Eurogress-Bau Ende der 1970er Jahre eine neue Zielgruppe für das Hotel ab. In den Jahren 1997 bis 1999 wurde eine umfangreiche Restaurierung des Gebäudes vorgenommen, das am 4. September 1999 wiedereröffnet wurde. Außer Kongress-Tagungsgästen beherbergt es Gäste von Firmen- und privaten Feierlichkeiten, jedoch zunehmend auch internationale Touristen. Im Zusammenhang mit den 2001 eröffneten Carolus Thermen und Ausbau eines hoteleigenen Wellness-Bereiches (2002) sucht es nach eigenem Verständnis auch wieder eine Brücke zu seiner ursprünglichen Tradition.
Das Hotel (vormals Steigenberger Hotels, Dorint) gehörte bis Ende 2019 zum Accor-Konzern (bis 2008 Sofitel, Dezember 2008 bis Dezember 2019 Pullman Hotels and Resorts).
Seit Januar 2020 führt die Deutsche Immobilien-Gruppe (DI-Gruppe) das Haus in Eigenregie als Parkhotel Quellenhof Aachen und plant, einen zweistelligen Millionenbetrag zu investieren.

## Der Bau
Der viergeschossige Bau mit Rundbogenfenstern und Portikus im Sockelgeschoss an der Hauptfassade, großen Rechteckfenstern im ersten bis dritten Geschoss, teilweise mit Balkonen, sowie einem Dachgeschoss mit Erkern und Gauben steht unter Denkmalschutz.
Die Dreiflügel-Anlage war einst in ihrer zur Monheimsallee gerichteten Hauptfront (Süd-West-Achse) sowie im Süd-Ostflügel Kurhotel, während ihr rückwärtiger Flügel (Nordwest) Kurmittelhaus war; zum Kurpark hin (Nordost) war die Anlage offen und durch eine Wandelhalle mit dem so genannten Neuen Kurhaus Aachen  verbunden. Diese Struktur ist im Kern immer noch erkennbar, obwohl das Verbindungsstück (nach Abbruch der ehemaligen Wandelhalle, die im Zweiten Weltkrieg teilweise zerstört wurde) angesichts der Verbauung durch den Eurogress-Komplex völlig verändert ist.
Vom Foyer führt eine zentrale Treppe mit Bronze-Balustrade in alle Stockwerke zu den 185 Zimmern und Suiten. Im Erdgeschoss befindet sich ein für Kongresse und Konferenzen genutzter Ballsaal, der 500 Personen aufnehmen kann, sowie 19 weitere Konferenzräume.
Die gesamte Inneneinrichtung, von der im Original nur Einzelstücke erhalten blieben, ist nach historischem Vorbild rekonstruiert. Im Foyer tragen Marmorsäulen eine teilvergoldete Stuckdecke.
Des Weiteren stehen Gästen und Besuchern eine Teehalle, eine Kaminhalle, eine Bar im Kolonialstil mit Elefanten-Bildmotiven an den Wänden, eine Brasserie, sowie drei für Feierlichkeiten genutzte Salons zur Verfügung.
Im Erdgeschoss des ehemaligen Kurmittelhauses (rückwärtiger Trakt) ist anstelle des Ende 2000 geschlossenen Thermal-Bewegungsbades im Jahr 2002 ein zeitgenössischer Wellnessbereich mit Innenpool, Sauna, Dampfbad und Entspannungsbereich entstanden. Mit asiatischem Mobiliar und Dekorationselementen, wie Repliken von Khmer-Statuen aus Angkor Wat wird fernöstliches Flair erzeugt.

## Name / Abgrenzungen
Zahlreiche Kur- und Wellnesshotels, Landgasthöfe, Reha- und Freizeitzentren in deutschen, österreichischen und Südtiroler Orten und Resorts heißen heute Quellenhof. Sie haben keinerlei Verbindung zum Quellenhof in Aachen. Eine Gemeinsamkeit ist allein in der Regel die Lage in der Nähe einer Quelle – es muss sich nicht unbedingt um eine Thermalquelle handeln – und die daraus resultierende Namensgebung.